# Tomáš Kukačka
Tomáš Kukačka (* 21. února 1980) je český basketbalista hrající Národní basketbalovou ligu za tým BK Sadská. Hraje na pozici pivota.
Je vysoký 211 cm, váží 98 kg.

## Kariéra
- 1998 – 1999 : Sokol Vyšehrad
- 2000 – 2001 : BK SČE Děčín
- 2001 – 2004 : BK Synthesia Pardubice
- 2004 – 2005 : BK Prostějov
- 2005 – 2007 : BK Sadská

## Statistiky
| Sezóna   | Soutěž      | Odehrané minuty | Průměr na zápas | Body | Průměr na zápas |
| -------- | ----------- | --------------- | --------------- | ---- | --------------- |
| 1998/99  | Mattoni NBL | 542.5           | 16.0            | 117  | 3.4             |
| 2000/01  | Mattoni NBL | 122.2           | 7.2             | 48   | 2.8             |
| 2001/02  | Mattoni NBL | 794.8           | 24.8            | 288  | 9.0             |
| 2002/03  | Mattoni NBL | 705.8           | 22.8            | 310  | 10.0            |
| 2003/04  | Mattoni NBL | 457.9           | 14.3            | 188  | 5.9             |
| 2004/05  | Mattoni NBL | 31.9            | 8.0             | 5    | 1.3             |
| 2005/06  | Mattoni NBL | 446.6           | 14.9            | 110  | 3.7             |
| 2006/07* | Mattoni NBL | 317.2           | 16.7            | 81   | 4.3             |

 *Rozehraná sezóna - údaje k 20.1.2007 